# Săcueni (sit SCI)
Săcueni este un sit de importanță comunitară (SCI) desemnat în scopul protejării biodiversității și menținerii într-o stare de conservare favorabilă a florei spontane și faunei sălbatice, precum și a habitatelor naturale de interes comunitar aflate în arealul zonei protejate. Acesta este situat în nord-estul Transilvanei, pe teritoriul județului Bihor.

## Localizare
Aria naturală se întinde în partea nord-vestică a județului Bihor, pe teritoriul administrativ al orașului Săcuieni (în vestul satului Olosig) și este străbătută de drumul național DN19B, care leagă orașul Marghita de Săcuieni.

## Descriere
Zona a fost declarată sit de importanță comunitară prin Ordinul Ministerului Mediului și Dezvoltării Durabile Nr.1964 din 13 decembrie 2007 (privind instituirea regimului de arie naturală protejată a siturilor de importanță comunitară, ca parte integrantă a rețelei ecologice europene Natura 2000 în România) și se întinde pe o suprafață de 741,4 hectare.
Situl reprezintă o zonă naturală (mlaștini, turbării, terenuri arabile cultivate, păduri de foioase; încadrată în bioregiune panonică); ce conservă un habitat  natural de tip: Zăvoaie cu Salix alba și Populus alba și protejază specii importante din fauna și flora Bihorului.
Situl include rezervația naturală Lacul Cicoș (10 ha) alcătuită dintr-un complex mlăștinos (în mijlocul căruia se află plauri - vegetație plutitoare formată din rădăcini de stuf și rizomi) și zona împrejmuitoare a acestuia, ce adăpostește o gamă floristică variată (bumbăcăriță, cucută de baltă, garoafă de munte, ghințură, stânjenel, trifoi amar, sadină) și o faună constituită din mamifere (căprior, cerb carpatin, iepure de câmp, vulpe, jder, pisică sălbatică) și păsări protejate prin diferite convenții internaționale (barza albă, pescărușul albastru, uliul păsărar, uliul porumbar, egreta mică, stârcul roșu, stârcul cenușiu).

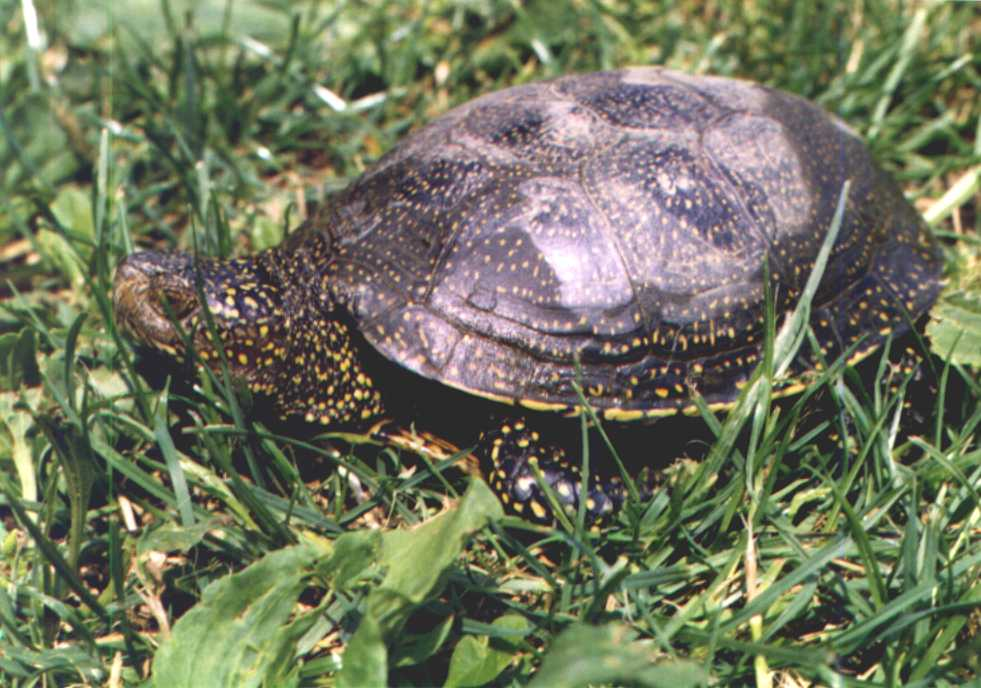
Ţestoasa de baltă (Emys orbicularis)

La baza desemnării sitului se află două specii faunistice enumerate în anexa I-a a Directivei Consiliului European 92/43/CE din 21 mai 1992 (privind conservarea habitatelor naturale și a speciilor de faună și floră sălbatică): buhaiul de baltă cu burtă roșie (Bombina bombina) și țestoasa de baltă (Emys orbicularis).
Alte specii de reptile și amfibieni aflate în arealul sitului: șopârlă de câmp (Lacerta agilis), gușter (Lacerta viridis), năpârcă (Natrix natrix), brotacul verde de copac (Hyla arborea), broasca-roșie-de-pădure (Rana dalmatina), broasca râioasă brună (Bufo bufo), broasca mare de lac (Rana ridibunda) sau tritonul comun transilvănean (Triturus vulgaris).
La nivelul ierburilor este semnalată prezenața unei plante rare cunoscută sub denumirea populară de dedițel (Pulsatilla pratensis ssp. hungarica), specie floristică aflată în anexa aceeași directive a Consiliului Europei (92/43/CE din 21 mai 1992).

## Căi de acces
- Drumul național DN19B pe ruta: Marghita - Săcuieni.

## Monumente și atracții turistice
În vecinătatea sitului se află câteva obiective de interes istoric, cultural și turistic; astfel:

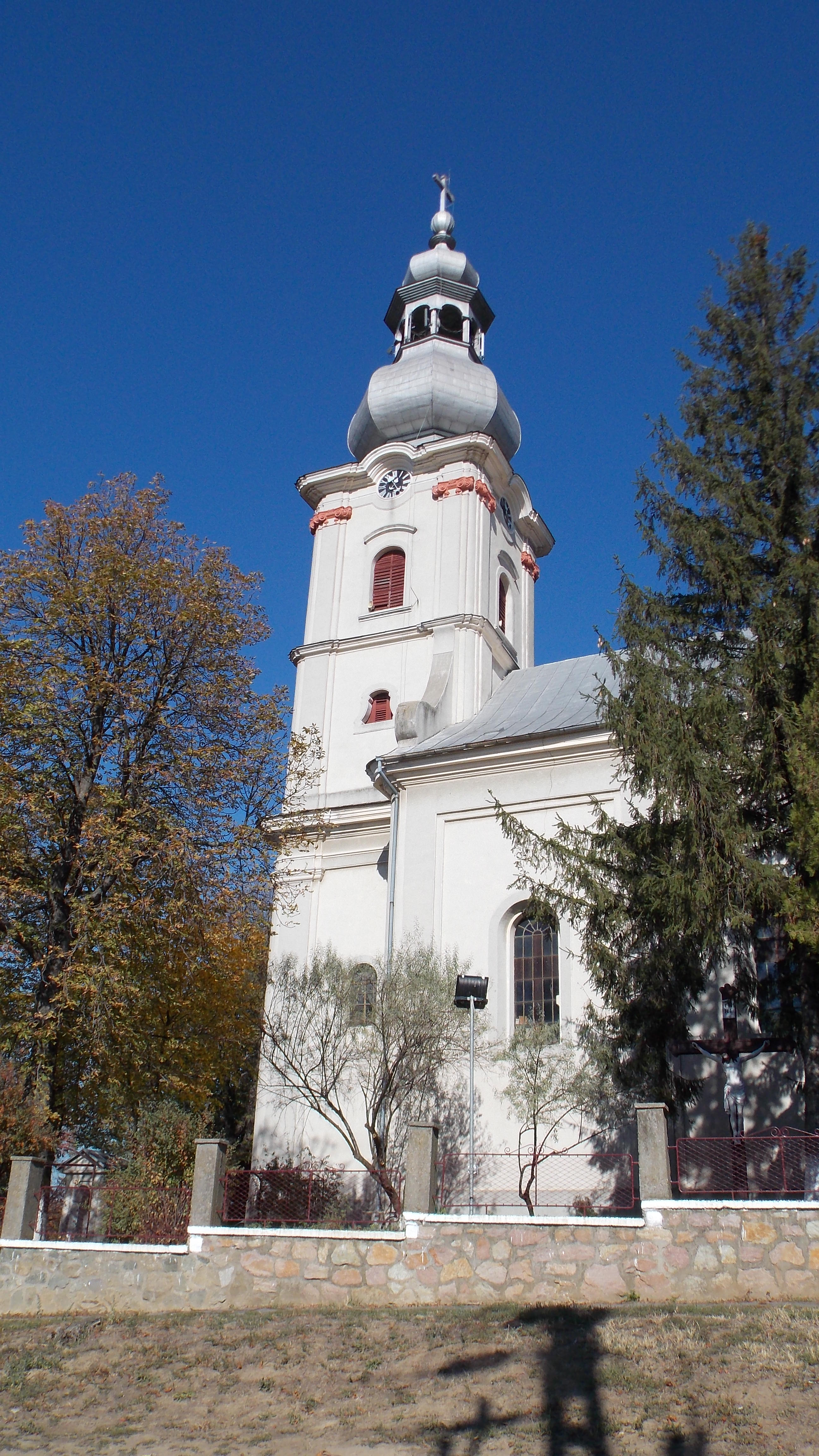
Biserica romano-catolică "Sf. Maria Imaculata" din Săcuieni

- Biserica romano - catolică "Sf. Maria Imaculata" din Săcuieni, construcție 1711-1768, monument istoric.
- Biserica reformată din Săcuieni, construcție sec. XV, transf. în sec. XVIIIsecolul al XVIII-lea, monument istoric.
- Palatul Stubenberg din Săcuieni, construcție secolul al XVIII-lea, monument istoric.
- Situl arheologic de la Cadea (ruine biserică romanică și cimitir medieval/sec. XIII-XIV).
- Situl arheologic (punct "Horo") de la Săcuieni (așezări/sec. VIII - IX, Neolitic, Epoca bronzului; necropolă/sec. VII, Epoca migrațiilor).